# MaiaSpace
MaiaSpace est une filiale à 100 % d'ArianeGroup dont le premier projet est Maia, un projet français de lanceur spatial léger partiellement réutilisable dont le développement est annoncé fin 2021 pour une mise en service opérationnelle en 2026. Comportant un premier étage réutilisable, il sera capable de placer entre 500 kilogrammes (version réutilisable) et 1 500 kg en orbite terrestre basse (jusqu'à 2 500 kg avec l'étage Colibri additionnel). Le projet, qui est placé sous la responsabilité du poids lourd du secteur en France ArianeGroup, doit faire appel à des start-ups et des PME. Il utilisera le moteur-fusée à ergols liquides Prometheus et reposera sur la technologie du démonstrateur d'étage réutilisable Themis.

## Historique
La filiale MaiaSpace est une émanation d'ArianeGroup et son lancement est annoncé le 6 décembre 2021 par Bruno Le Maire, à Vernon. Son objectif est de combiner le savoir-faire d'ArianeGroup dans le domaine des lanceurs avec l'agilité d'une start-up du NewSpace (formule hybride déjà retenue pour le développement de la constellation de satellites Kinéis). L'objectif assigné par Bruno Le Maire à MaiaSpace est un premier lancement orbital en 2026.
Le logo de MaiaSpace est un phénix vert, symbole de la renaissance de l'industrie française des lanceurs dans un contexte de développement durable[réf. souhaitée].
En janvier 2023, ArianeGroup a investi 6 millions d'euros dans MaiaSpace, portant le montant total investi par l'entreprise à 10,9 millions d'euros .
En mars 2025, l'entreprise annonce avoir signé son premier contrat de services de lancement avec la société de logistique spatiale Exotrail, dans le cadre d'un partenariat sur le Spacevan,.

### Contexte
L'annonce de ce projet intervient après une prise de conscience relative d'un retard dans le développement de nouveaux lanceurs. En effet, le choix de la réutilisabilité effectué par SpaceX pour ses lanceurs, envisagée dès leur conception et effective depuis 2015, qui a permis à l'entreprise d'accumuler un savoir-faire, n'a pas été suivi en Europe pour le développement du nouveau lanceur Ariane 6, qui semble devoir être moins compétitif face aux lanceurs américains. En outre, de plus en plus d'entreprises s'intéressent à cette technique (y compris russes et chinoises).
De plus, en Europe même, l'agence spatiale allemande DLR a fait le choix de financer une filière de micro-lanceurs : RFA qui développe la fusée RFA One, HyImpulse Technologies qui développe un lanceur utilisant une propulsion hybride et Isar Aerospace qui développe le lanceur Spectrum. Ceux-ci font relativement concurrence avec les projets privés français, tous situés pour des charges utiles inférieures, de Sirius Space Services (ex Strato Space System), d'Hybrid Propulsion for Space, d'Opus Aerospace, de Venture Orbital Systems et de Spark Orbital.
Enfin, un accord franco-allemand pour un financement supplémentaire du programme Ariane 6 prévoit en contrepartie le transfert de la production du moteur-fusée Vinci vers le site d'Ottobrunn en Allemagne et finalement le constructeur prévoit de supprimer 600 postes en France et en Allemagne.

### Sélection du site de lancement
En fin d’année 2021, le CNES a lancé un appel à candidatures pour l’accueil de micro et mini-lanceurs au Centre spatial guyanais (CSG), exprimant ainsi, en lien étroit avec l’ESA, sa volonté d'ouvrir le port spatial de l’Europe à de nouveaux opérateurs.
Parmi les candidatures reçues, sept lauréats ont été pré-sélectionnés dans toute l’Europe, dont deux français :
- Avio (Italie)
- HyImpulse Technologies (Allemagne)
- Isar Aerospace (Allemagne)
- MaiaSpace (France)
- PLD Space (Espagne)
- Rocket Factory Augsburg (Allemagne)
- Latitude (France)

Le Centre spatial guyanais offre une situation géographique particulièrement favorable à la réalisation des lancements en orbite quasi équatoriale mais reste envisageable pour les lancements en orbite polaire. 
L'Ensemble de lancement des fusées Diamant a été sélectionné par le CNES pour accueillir ces nouveaux micro/mini-lanceurs. Ses installations seront composées de moyens communs (route d'accès, alimentation en énergie, etc.) pouvant être utilisés pour plusieurs lanceurs, ainsi que de moyens spécifiques à chaque lanceur (table de lancement, bâtiment d'assemblage, etc.).
Finalement, le CNES attribue à MaiaSpace l'Ensemble de lancement Soyouz, inutilisé depuis 2022 en raison de représailles russes contre les sanctions dues à la guerre en Ukraine. Maia devra partager ce pas de tir avec un autre lanceur, sélectionné par l'Agence spatiale européenne.

## Caractéristiques
Le lanceur Maia est un dérivé du démonstrateur Themis et utilisera comme lui le couple d'ergols liquides méthane et oxygène. Sur la base de Themis pour le premier étage, il sera équipé d'un second étage qui en fera un lanceur orbital.
Fin 2023, l'entreprise annonce que le lanceur pourra disposer d'un troisième étage optionnel, nommé Colibri, augmentant sa capacité d'emport de 1 500 à 2 500 kg vers l'orbite basse.
Les performances de Maia permettront de lancer des satellites de 500 à 2 500 kg en orbite terrestre basse,, ce qui le classe parmi les lanceurs légers à lanceurs moyen. Il décollera de l'ancien ensemble de lancement des fusées Diamant au Centre spatial guyanais, actuellement désaffecté, et le premier étage atterrira en Guyane également.
De plus, ArianeGroup propose que le premier étage de Maia serve de propulseur d'appoint à un futur lanceur, plus grand. En effet, le constructeur propose une gamme complète de lanceurs dérivés, un lanceur moyen, un lanceur lourd et un lanceur super lourd (qui sera équipé des propulseurs d'appoint), pour répondre au programme New European Space Transportation Solutions (NESTS) de l'Agence spatiale européenne.

## Concurrence
Les capacités de ce lanceur ne le font pas entrer en concurrence avec la plupart des autres micro-lanceurs européens en développement au début des années 2020, ni avec Electron. En revanche, il se positionne sur le même créneau que d'autres lanceurs légers comme RFA One, Spectrum, Vega, Firefly Alpha, RS1 et Hyperbola-2 (partiellement réutilisable).